# Youssef Rossi
Youssef Rossi (in arabo يوسف روسي ‎?; Casablanca, 28 giugno 1973) è un ex calciatore marocchino, di ruolo difensore.

## Carriera

### Club
Dopo gli esordi con il Raja Casablanca, nel 1997 venne ingaggiato dai francesi del Rennes in cambio di 11 milioni di franchi, firmando un contratto di cinque anni. Due anni dopo fu ceduto in prestito al NEC Nijmegen, in cui giocò una sola partita di campionato.
Nel luglio del 2000 venne acquistato dagli scozzesi del Dunfermline Athletic. Nel novembre dello stesso anno esordì nella Scottish Premier League contro il St. Johnstone, facendosi espellere dopo 25 minuti. Due gare dopo, nella sfida contro il Dundee United, subì una seconda espulsione e, mentre usciva dal terreno di gioco, rivolse gesti ingiuriosi nei confronti dei tifosi avversari. Il 26 dicembre 2000 mise a segno il suo primo ed unico gol della sua esperienza scozzese nella partita contro l'Aberdeen. Nel gennaio del 2003, poiché i dirigenti del Dunfermline si opposero alla sua volontà di lasciare il club, gli venne revocato il salario e gli fu imposto un divieto di trasferimento internazionale da parte della FIFA, ma nel dicembre dello stesso anno riuscì comunque ad andarsene, accasandosi nuovamente al Raja Casablanca.
Nel 2005 è passato all'Al-Khor, in Qatar, concludendo la sua carriera nel 2008.

### Nazionale
Con la Nazionale di calcio del Marocco ha totalizzato 33 presenze ed ha partecipato al campionato del mondo 1998 in Francia.

## Palmarès

### Competizioni nazionali
- Campionato marocchino: 3

Raja Casablanca: 1995-1996, 1996-1997, 2003-2004
- Coppa del Marocco: 2

Raja Casablanca: 1995-1996, 2004-2005

### Competizioni internazionali
- CAF Champions League: 1

Raja Casablanca: 1997
- Coppa CAF: 1

Raja Casablanca: 2003